# Lockheed C-141 Starlifter
De Lockheed C-141 Starlifter was een militair transporttoestel in dienst van de Amerikaanse luchtmacht, geproduceerd door Lockheed. De specificaties voor het toestel waren in 1960 opgesteld, als vervanging voor de toenmalig in dienst zijnde typen, zoals de C-124 Globemaster II. Het prototype van de C-141 vloog voor het eerst in 1963 en de eerste toestellen werden in 1965 afgeleverd. In totaal zijn er 285 exemplaren afgeleverd, het merendeel aan het militairy airlift command en een voor de NASA. De Starlifter bleef in gebruik tot 5 mei 2006, toen de laatste toestellen waren vervangen door de C-17 Globemaster III.

## Geschiedenis
In het voorjaar van 1960 bracht de USAF het Specific Operational Requirement 182 uit, waarin eisen stonden voor een nieuw transporttoestel. Deze eisen waren dat het toekomstige vliegtuig zowel strategische als tactische luchtruimmissies kon uitvoeren. Ook moest het toestel zonder problemen 27.000 kg vracht over 6.500 km kunnen vervoeren, droppings op lage hoogten kunnen uitvoeren en parachutisten kunnen meenemen. Het zou omvangrijke apparatuur meenemen die het andere nieuwe toestel, de Boeing C-135 Stratolifter, niet kon dragen. Boeing, Lockheed en General Dynamics begonnen elk aan een eigen ontwerp dat aan de eisen zou voldoen.
Lockheed produceerde een eigen model, dat werd aangeduid als Lockheed Model 300. Het zou het eerste grote vrachtvliegtuig van Lockheed worden. In tegenstelling met het vorige transporttoestel van Lockheed, de Lockheed C-130 Hercules, kreeg Model 300 meer vermogen en een hogere snelheid. Model 300 kreeg een T-staart, een hoog gemonteerde vleugel en 4 TF-33-turbofans en kon 154 soldaten of 42.869 kg aan vracht meenemen.
In maart 1961 werd Lockheeds model gekozen als het nieuwe transportvliegtuig. President John F. Kennedy gaf direct na zijn inhuldiging als president Lockheed de opdracht voor de bouw van vijf testtoestellen. Het eerste prototype, de 62-2775, werd in recordtijd geproduceerd en geassembleerd, nadat het op 22 augustus 1963 de fabriek in Marietta (Georgia) was uitgerold. Het prototype vloog op 17 december dat jaar voor het eerst.
De USAF en Lockheed werkten samen aan een intensief testprogramma waar vijf test- en evaluatievliegtuigen bij betrokken waren. In april 1965 werd het eerste vliegtuig geleverd. In de drie jaar daarna werden er in totaal 284 vliegtuigen geleverd, totdat de productie in februari 1968 werd stopgezet.

### Civiele versie
In de jaren 60 had Lockheed ook plannen om de C-141 Starlifter op de civiele markt te brengen. De civiele versie zou 11 meter langer worden en enkele technische aanpassingen krijgen. Dit civiele toestel zou de naam L-300 SuperStarLifter krijgen. Er waren acht toestellen besteld, maar na de bouw van een demonstratietoestel werd het project geannuleerd. Lockheed schonk het demonstratietoestel aan de NASA die het gebruikte als een vliegend observatorium, het Kuiper Airborne Observatory.

## Ontwerp
De Lockheed C-141 Starlifter was een strategisch transportvliegtuig voor lange afstanden. Ontworpen voor omvangrijke vracht kon het grote hoeveelheden vracht of parachutisten meenemen.  Het toestel werd aangedreven door vier Pratt & Whitney TF-33-turbofanmotoren, die elk een stuwkracht van 94 kN leverden. Er waren drie intrekbare landingsgestellen aanwezig. De bemanning bestond uit vier man. Achter het toestel bevond zich een grote laaddeur, die het in- en uitladen van goederen en droppings makkelijk maakte. Aan de zijkanten bevonden zich twee deuren voor de parachutisten.
Door de hoog gemonteerde vleugels ontstond er een laadruim van 3,0 m breed, 2,7 meter hoog en 21 m lang. Hierdoor was de C-141 in staat om een volledige intercontinentale, ballistische LGM-30 Minuteman-raket te transporteren. Hij was in staat om maximaal 32.136 kg over korte afstanden te vervoeren en 42.000 kg over lange afstanden. Hij kon 154 volledig uitgeruste soldaten of 123 parachutisten meenemen of 84 gewonden vervoeren.